# Meicheng, Hunan
Meicheng (kinesiska: 梅城, 梅城镇) är en köping i Kina. Den ligger i provinsen Hunan, i den södra delen av landet, omkring 130 kilometer väster om provinshuvudstaden Changsha. Antalet invånare är 75007. Befolkningen består av 36 977 kvinnor och 38 030 män. Barn under 15 år utgör 17,0 %, vuxna 15-64 år 71 %, och äldre över 65 år 10,0 %.
Genomsnittlig årsnederbörd är 1 921 millimeter. Den regnigaste månaden är maj, med i genomsnitt 342 mm nederbörd, och den torraste är december, med 51 mm nederbörd.